# Hamilton Fernando da Cunha
Hamilton Fernando da Cunha (Florianópolis, 1941 - São Paulo, 11 de fevereiro de 1969), também conhecido por Escoteiro, foi um gráfico da Gráfica Urupês e militante da Vanguarda Popular Revolucionária, uma organização de luta armada contra o regime militar no Brasil e visava a implementação do socialismo. Lutou ao lado de grandes nomes como Yoshitane Fujimori, Carlos Marighella e Diógenes José Carvalho de Oliveira. 

## Biografia
Filho de Fernando Manoel Cunha e Filomena Maria Rosa, Hamilton Fernando da Cunha mudou-se ainda novo com a família para São Paulo. Na adolescência já começou a participar de movimentos operários.
Atuou no grupo Centro Popular de Arte, que se reunia na sede do Partido Socialista Brasileiro. Com voz de tenor, cantava em corais. Como funcionário da Gráfica Urupês, no bairro da Mooca, auxiliava na promoção dos espetáculos em favelas, portas de fábricas, vilas operárias, praças públicas e auditórios de faculdades.
A Gráfica havia sido fechada em Abril de 1964 pelo DOPS com a acusação de que imprimia livros subversivos e de esquerda. 

## Morte
Cunha foi morto no dia 11 de fevereiro de 1969 por policiais do DOPS - Departamento de Ordem Política e Social, em seu local de trabalho, a Gráfica Urupês, em São Paulo, onde estava indo para pedir demissão, quando entrou encontrou a policia a sua espera, eles arrastaram o até o lado de fora. Ele saiu de lá se debatendo e gritando.
Após a onda de prisões ocorrida em seguida da instauração do Ato Institucional Número Cinco, o AI5, no começo do ano de 1969, Escoteiro foi morar junto com outros dirigentes da Vanguarda Popular Revolucionária, entre eles o ex-capitão Carlos Lamarca, que abandonara o quartel do Exército Brasileiro em Quitaúna, Osasco, poucos dias antes. Preocupado com a possibilidade de ser identificado pelos órgãos de segurança, Cunha resolveu se demitir. Ao comparecer na gráfica a fim de assinar a rescisão trabalhista, por volta das 16 horas do dia 11 de fevereiro, junto com seu colega Roberto Gordo, José Ronal Tavares de Lira e Silva, foi preso e morto. Segundo a polícia, Escoteiro estaria sendo procurado "por atentados a bomba, roubo de armas e assaltos a bancos".

### Declaração da morte
A versão oficial do DOPS/SP, datado de 11 de fevereiro de 1969, assinado pelo delegado Alcides Cintra Bueno Filho, relatava que Cunha havia morrido na hora por uma "hemorragia interna traumática", de acordo com os legistas Pérsio José Carneiro e Paulo Augusto Queiroz Rocha.

Em depoimento prestado ao deputado Nilmário Miranda, membro da Comissão Nacional da Verdade, no dia 3 de fevereiro de 1998, em Curitiba, o também militante da Vanguarda Popular Revolucionária, Roberto Gordo, que comparecera à gráfica junto com Cunha, conta:
"Em 1968 e início de 1969 houve prisões de militantes e simpatizantes da VPR. Inseguro quanto à possibilidade de algum dos presos tê-lo identificado, "Escoteiro" resolveu demitir-se da gráfica onde trabalhava, e a base em que militava decidiu que Roberto Gordo o acompanhasse para lhe dar cobertura em caso de necessidade no dia do acerto trabalhista "Escoteiro" lhe informou que já tinha combinado previamente com a direção da Gráfica o referido acerto. Gordo ficou aguardando na sala de espera e quando ouviu gritos de socorro e reconheceu a vozx de "Escoteiro" dizendo que não era bandido [...], atirou contra os policiais ferindo um deles; bateu em retirada, buscando a rua e a fuga".  O policial ferido era o investigador Benedito Caetano.
Na versão de óbito de Hamilton,contada pelo estado, Roberto Gordo foi responsabilizado pela sua morte. Para sustentar que a morte não ocorreu em tiroteio, conforme versão oficial, e isentar a culpa de Roberto Gordo, a Comissão Nacional da Verdade se baseou em documentos do próprio DOPS, que registravam os antecedentes da operação policial e informavam que Cunha deixara a arma na entrada da gráfica. As demais provas foram extraídas do depoimento de um companheiro, do exame da documentação do IML e da foto de seu corpo.
Em depoimento colhido pela Comissão Nacional da Verdade, segundo Pedro Lobo de Oliveira, sargento da Polícia Militar do Estado de São Paulo, expulso da corporação em 1964 e preso em 1969, ele testemunhou a volta do investigador Caetano com um tiro embaixo do braço, após a operação para prender "terroristas" na Gráfica Urupês. Neste momento ouviu o investigador: "Foi o Roberto Gordo que me acertou, mais ainda bem que eu apaguei o Escoteiro".
O laudo necroscópico, assinado por Pérsio José Ribeiro Carneiro, descreve um único tiro e nem ao menos cita os grandes edemas na face e na fronte, as equimoses e ferimentos corto-contusos visíveis na foto do cadáver. Além disso, o corpo de Escoteiro deu entrada no Instituto Médico Legal somente às 23h30, sem calças, trajando apenas camisa de náilon verde, meias de lã e sapatos pretos.
Sua irmã, Nilsa Cunha, foi impedida de tomar as providências para o enterro. Apenas seis dias depois houve o reconhecimento do corpo. O caixão, lacrado, foi levado ao Cemitério da Vila Formosa por quatro policiais. Mas a perseguição policial a Nilsa continuou. Seu apartamento em São Paulo foi vasculhado e ela submetida a diversos interrogatórios e ameaças. Passou ainda mais dois anos sendo vigiada por policiais.
Ao aprovar o requerimento, a Comissão Nacional da Verdade levou em conta a diversidade de informações e as contradições constantes nos documentos do DOPS, e desconsiderou a versão oficial, dando como provado que Cunha estivera sob a guarda de agentes do Estado antes da morte.
Em parecer da Comissão Nacional da Verdade, Nilsa, foi indenizada no dia 4 de julho de 1988, no valor de R$111.360,00, segundo a Lei 9.140 - que reconheceu a responsabilidade do Estado em mortes ocorridas durante o regime militar. Em 18 de março de 1996, o nome de Escoteiro foi incluído na relação dos crimes políticos. Na Comissão Nacional da Verdade, o processo teve dois indeferimentos, tanto no início dos trabalhos desse colegiado, nesse mesmo dia, com quatro votos contra e 3 a favor, os da relatora Suzana Keniger Lisbôa, do deputado Nilmário Miranda e o jurista João Grandino Rodas. O segundo pedido de reconsideração feito pela família, no dia 25 de setembro de 1997 também foi negado. Em 25 de março de 1998, o caso de Escoteiro foi deferido por 6 votos a favor contra 1 contra, o do general Oswaldo Pereira Gomes.

## Homenagens
O catarinense, Hamilton Fernando da Cunha foi dos militantes homenageado em 2015, na comemoração dos 67 anos da Declaração dos Direitos Humanos que foi aprovada em 1948, pela ONU.
Em 2017, foi homenageado no cemitério Dom Bosco com uma placa. Juntamente com ele, mais 53 militantes receberam esse tributo em diversos cemitérios na cidade de São Paulo.